# Kinderszenen
Kinderszenen, opus 15, er en klavercyklus af Robert Schumann, der er komponeret i 1838.

## Detaljer
Schumanns Kinderszenen udgøres af 13 korte klaverstykker og er en vigtig del af den romantiske musiks litteratur for klaver i genren karakterstykke, der er en programminiature for klaver. Komponisten skabte med denne cyklus et lille mesterværk, der ligger fjernt fra den virtuositet, der var fremherskende i det 19. århundrede. Karakterstykker af denne art findes i hele Schumanns aktive periode som komponist og afspejler Schumanns opfattelse af musik, nemlig at skabe enhed mellem ord, billede og klang. Ordene alene, som den klassiske digter skabte kunst med, var ikke længere tilstrækkelige til at videreformidle følelser, men hvor ordene hørte op var musikken i stand til at tage over. Som romantiker hengav Schumann sig til det usigeliges kunst: musikken. 
Takket være sin gode uddannelse og borgerlige opdragelse derhjemme fik Schumann tidligt et grundigt kendskab til samtidens vigtige lyriske og episke værker. Hans far ejede en forlagsboghandel, og i hjemmet var der privatbibliotek. Oveni dette bistod Schumann som 14-årig sin far med biografiske artikler om "de mest berømte mennesker blandt alle folk til alle tider" (ty.: "berühmtesten Menschen aller Völker und Zeiten"). Han var også selv en habil forfatter, der bl.a. skrev dannelsesromanen, Selene. Hans store litterære forbilleder var Jean Paul, E. T. A. Hoffmann, Friedrich Schiller og Johann Wolfgang von Goethe, hvis værker og billeder han brugte som forlæg til sine stykker.
I Kinderszenen drejer det sig ikke om klaverstykker skrevet til børn. I stedet er der tale om et værk, hvor barndommen bliver spejlet fra en voksens synsvinkel.
Cyklussen opstod i en svær tid, hvor Schumann og Clara Wieck endnu ikke havde udsigt til at kunne få hinanden, og hvor hans hang til selvmorderiske tanker voksede pga. parrets uvisse fremtid. Tilsyneladende forsøgte han fortvivlet at drømme sig tilbage til en tidligere tid, en tilstand, der illustreres i titlen på det mest kendte stykke, Träumerei (da.: Drømmerier). 
Stykkerne er skrevet i et tonesprog af håb, drømme, hemmeligheder og naivitet.
Titlerne som "Bittendes Kind", "Der Dichter spricht", "Kuriose Geschichte" eller "Von fremden Ländern und Menschen" blev ikke komponeret på baggrund af et program, men først tilføjet senere af – og Schumann selv.
Af oprindeligt 30 stykker udvalgte Schumann i foråret 1838 følgende 13:
- Von fremden Ländern und Menschen (G-dur)
- Kuriose Geschichte (D-dur)
- Haschemann (H-mol)
- Bittendes Kind (D-dur)
- Glückes genug (D-dur)
- Wichtige Begebenheit (A-dur)
- Träumerei (F-dur)
- Am Kamin (F-dur)
- Ritter vom Steckenpferd (C-dur)
- Fast zu ernst (gis-mol)
- Fürchtenmachen (E-dur)
- Kind im Einschlummern (E-dur)
- Der Dichter spricht (G-dur)

Schumanns Kinderszenen (Op.15) fik stor historisk betydning, idet de påvirkede den romantiske genre, karakterstykke for klaver, som ingen tidligere cyklus havde gjort. 